# Krips
Krips (Crips) je jedna od dve najveće bande u Los Anđelesu (druga je Blads - Bloods). Osnovali su je 1969. Rejmond Vašington (Raymond Washington) i Stenli Tuki Vilijams III (Stanley Tookie Williams III) sa grupom istomišljenika iz zajednice Kompton u kojoj su živeli tih godina, a koja se nalazila u blizini 76. ulice u Los Anđelesu.

## Osnivanje
Nakon što je prošao sve nivoe u Crnim panterima, gde se istakao propagiranjem radikalne ideologije, Rejmond Vašington sa 16 godina osniva bandu Krips koja je na samom početku imala ulogu da štiti susede koji su živeli u neposrednoj blizini. Sa svojom vizijom koja je težila socijalnoj promeni zajednica u kojima su živeli nije postigao uspeh, ali je osnivanjem organizacije Baby Avenues (Avenue Cribs) koju su činili mladi prestupnici udario temelje najpopularnijoj crnoj bandi u Americi.
Reč Krips je nastala od reči crib sto je ulični izraz za kuću.
Rejmond Vašington nikada nije uspeo da ostvari svoje političke ideje, ali je uspeo da ujedini mnoge male bande u moćnu kriminalnu organizaciju. Ubijen je 9. avgusta 1979. kada je izlazio iz automobile (bio je poznat po tome da nije nikada nosio oružje), a ubica nije pronađen ni do danas.

## Članovi
U bande su ulazili uglavnom oni kojima je trebao novac, ili su imali neki drugi interest. Mnogi članovi koji su bili na samom početku, kasnije su postali poznati u svetu kriminala. Neki od njih su: Stenli Tuki Vilijams III (Stanley Tookie Williams III), Anglo "Berfut Puki" Vajt (Anglo Barefoot Pookie White), Majkl "Šaft" Konsepšn (Michael "Shaft" Concepcion), Malvin Hardi (Malvin Hardy), Džimel "Kum" Barns (Jimel "Godfather" Barnes), Beni Simpson (Bennie Simpson), Greg "Betmen" Dejvis (Greg "Batman" Davis), Mak Tomas (Mack Thomas), Rejmond "Dejnifju" Kuk (Raymond "Danifu" Cook), Eki (Ecky), Broj Jedan (No1), Majkl Kristijanson (Michael Christianson).
Verovatno najpoznatiji članovi su bili reperi Snup Dog (Snoop Dogg) i Egzibit (Xzibit). 

## Tuki Vilijams
Sa ove liste se izdvaja četvorostruki ubica Tuki koji je pogubljen 13. decembra 2005. u kalifornijskom zatvoru San Kventin. On je inače bio nominovan za Nobelovu nagradu za književnost za svoju knjigu Tuki govori (Tookie Speaks), u kojoj je između ostalog, priznao ubistva četvoro ljudi, da bi na kraju knjige tražio oproštaj. 
Kalifornijski guverner Arnold Švarceneger, je odbio da potpiše pomilovanje zbog čega je bio na udaru radikalnih grupa koje su sve do samog izvršenja protestovale, dok je na mnogim skupovima govorio i čuveni reper Snup Dog. Na sahrani je bilo preko sto vođa bandi što pokazuje koliki je značaj imao u zajednici poznatoj kao Krips, koja permanentno raste iz godine u godinu. 

## Rivalitet
U periodu od 1973. do 1975. banda Krips postaje ozbiljna kriminalna organizacija koja se sve više razvija i teroriše druge bande. To rezultuje i prvim ozbiljnijim otporima lokalnih bandi, a kao prvi obračun između dve bande, koje će kasnije postati i najljući rivali, navodi se susret iz 1975. u kome je član bande La Brims ubio jednog člana bande Krips. Nakon tog okršaja članovi bande La Brims okupljaju preostale lokalne bande i menjaju ime u Blads, a u godinama koje slede postaju ozbiljni rivali.
Prema podacima iz 1978. od 60 bandi u Los Anđelesu koje su činili crnci, 45 su bile Krips, a 15 Blads. Da bi se i vizuelno razlikovali od svojih ljutih protivnika koji su koristili plavu boju kao znak raspoznavanja članovi bande Blads usvajaju crvenu boju. Da boje nisu jedina razlika između dve bande govori i podatak da su članovi bande Krips iskljucivo crnci, dok se kod bande Blads mogu sresti i druge rasne grupe, belci i Azijati. U Njujorku 9% članova bande Blads su Latinoamerikanci. Njihove svakodnevne aktivnosti podrazumevaju prodaju droge, pljačke, krađe kola i ubistva.
U obračunima između Bladsa i Kripsa većinom pobeđuje Krips ali svaki ulični obračun rezultuje velikim brojem žrtava. 
Takođe se sumnja su Kripsi imali veze sa ubistvom poznatog repera Tupaka Šakura koji je bio u zavadi sa jednim članom bande. U Bladsima je bio i poznati reper The Game koji je nakon uličnog obračuna između te dve bande pet puta bio pogođen, nakon čega se posvetio samo rep muzici.
Danas banda Krips broji preko 30.000 članova i kontroliše znatno veći deo teritorije nego banda Blads.

## Spoljašnje veze
- Istorija Krips bandiu LA (језик: енглески)
- Etimologija imena Krips (језик: енглески)
- Bande Los Anđelesa Архивирано 2002-10-27 на сајту  Web Archives| (језик: енглески)